# رضا داوودنژاد
رضا داوودنژاد (۲۹ اردیبهشت ۱۳۵۹ – ۱۳ فروردین ۱۴۰۳) بازیگر اهل ایران بود. او فرزند کارگردان علیرضا داوودنژاد و برادر بازیگر زهرا داوودنژاد بود. او کار بازیگری خود را از شش سالگی با حضور در فیلم بی‌پناه (۱۳۶۵) ساختهٔ پدرش آغاز کرد و پس از وقفه‌ای دوازده ساله با مصائب شیرین (۱۳۷۷) به شکلی جدی‌تر به حرفهٔ بازیگری پرداخت.
رضا داوودنژاد در ۱۳ فروردین ۱۴۰۳ به علت عوارض ناشی از عفونت خونی پس از پیوند کبد درگذشت.

## زندگی
رضا داوودنژاد در ۲۹ اردیبهشت ۱۳۵۹ در تهران زاده شد. پدرش علیرضا داوودنژاد کارگردان بود. او یک برادر و یک خواهر به‌نام زهرا دارد که بازیگر است.
داوودنژاد در ۱۳۸۷ با غزل بدیعی (خواهر بازیگر عسل بدیعی) نامزد و در مهر ۱۳۸۹ با او ازدواج کرد. او دربارهٔ آشنایی با همسرش گفت: «وقتی خواهر من زهرا، خانه عسل بدیعی خواهرخانم من دعوت بود. برای اولین بار غزل را که می‌بیند به غزل می‌گوید بیا عروس ما شو (می‌خندد)».
داوودنژاد در مصاحبه با رضا رشیدپور گفته بود برای اینکه سربازی نرود وزنش را افزایش داد تا معافی بگیرد. او گفت که از این کارش پشیمان است زیرا به سلامتی خود آسیب زد و به اندازهٔ ده سال سربازی برایش تمام شد. او در پست‌های اینستاگرام خود با استفاده از هشتگ‌هایی از اعتراضات ۱۴۰۱، کشته‌شدن کیان پیرفلک، اعتراضات شهرهای مختلف مناطق کردنشین و سرکوب دانشگاه شریف، قربانیان هواپیمای اوکراینی، شروین حاجی‌پور، و علی دایی یاد می‌کرد.

## درگذشت
داوودنژاد در سال ۱۳۹۱ بیمارستان نمازی شیراز عمل پیوند کبد انجام داده بود. او گفته بود به‌دلیل مشغلهٔ کاری، داروهای بیماری کبدش را نخورده بود و به‌دلیل وضعیت وخیم کبدش مجبور به عمل پیوند شد. در ۹ آذر ۱۳۹۳ اعلام شد که داوودنژاد در شیراز تحت عمل جراحی (در مراحل درمانی پس از پیوند کبد) قرار گرفته است. در ۲۵ آذر اعلام شد که به دلیل وخامت حالش دوباره ناچار به پیوند کبد شده است. او در این باره گفت: «به علت اینکه خون در کبدم لخته شده بود و حالم وخیم شد تیم پزشکی مجبور شدند، کبد دیگری به من پیوند بزنند.»
در اسفند ۱۴۰۲ اعلام شد که داوودنژاد بیش از سه ماه است درگیر عفونت خونی شده و ابتدا در تهران و بعداً برای اینکه تحت مراقب پزشکان خودش باشد در شیراز بستری شده است.
داوودنژاد در ۱۳ فروردین ۱۴۰۳ در ۴۳ سالگی درگذشت. بیمارستان دلیل مرگ او را به‌هم‌ریختگی‌های آنزیم‌های کبدی و عفونت خونی اعلام کرد. پیکر او در ۱۸ فروردین در کنار مادربزرگش احترام‌السادات حبیبیان در قطعه هنرمندان بهشت زهرا دفن شد.

## فیلم‌شناسی

### سینمایی
| سال  | عنوان                                  | نقش                 | توضیح | منبع   |
| ---- | -------------------------------------- | ------------------- | ----- | ------ |
| ۱۳۶۵ | بی‌پناه                                 | رضا (بازیگر خردسال) |       | [ ۱۴ ] |
| ۱۳۷۷ | مصائب شیرین                            | رضا                 |       |        |
| ۱۳۷۹ | بچه‌های بد                              | رضا                 |       |        |
| ۱۳۸۰ | بانوی کوچک                             | نیما                |       |        |
| ۱۳۸۲ | روایت سه‌گانه – اپیزود دوم: شوخی‌های خدا |                     |       |        |
| ۱۳۸۳ | هشت‌پا                                  | پیام                |       |        |
| ۱۳۸۴ | چپ‌دست                                  | پیام                |       |        |
| ۱۳۸۴ | هوو                                    |                     |       |        |
| ۱۳۸۷ | تیغ‌زن                                  |                     |       |        |
| ۱۳۸۸ | نیش زنبور                              | رضا                 |       |        |
| ۱۳۸۹ | خیابان‌های آرام                         |                     |       |        |
| ۱۳۸۹ | دردسر بزرگ                             | رجبعلی              |       |        |
| ۱۳۸۹ | زن‌ها شگفت‌انگیزند                       | نادر                |       |        |
| ۱۳۸۹ | کنسرت روی آب                           | علیرضا              |       |        |
| ۱۳۸۹ | مرهم                                   | رضا                 |       |        |
| ۱۳۸۹ | همه چی آرومه                           | البرز               |       |        |
| ۱۳۹۰ | کلاس هنرپیشگی                          | رضا                 |       |        |
| ۱۳۹۴ | فراری                                  | سجاد                |       |        |
| ۱۳۹۶ | رضا                                    | حمید                |       |        |
| ۱۳۹۶ | مصائب شیرین ۲                          | رضا                 |       |        |
| ۱۳۹۸ | لامینور                                | سرآشپز              |       |        |
| ۱۳۹۹ | بی‌رویا                                 | آرش                 |       |        |
| ۱۳۹۹ | لب خط                                  |                     |       |        |
| ۱۳۹۹ | یقه سفیدها                             | پدرام               |       |        |
| ۱۳۹۹ | گیسوم                                  | داریوش              |       |        |
| ۱۴۰۰ | بیرو                                   | مربی علیرضا         |       |        |

### تلویزیونی
| سال  | عنوان               | نقش          | توضیح | منبع |
| ---- | ------------------- | ------------ | ----- | ---- |
| ۱۳۸۱ | پشت کنکوری‌ها        | سیاوش        |       |      |
| ۱۳۸۲ | باغچه مینو          | نادر         |       |      |
| ۱۳۸۴ | زندگی به شرط خنده   | بهرام        |       |      |
| ۱۳۸۴ | متهم گریخت          | بازیگر مهمان |       |      |
| ۱۳۸۵ | من نه منم           |              |       |      |
| ۱۳۸۹ | نون و ریحون         | حامد         |       |      |
| ۱۳۹۰ | فراموشی             |              |       |      |
| ۱۳۹۶ | پنچری               | قادر پیش‌دست  |       |      |
| ۱۳۹۸ | زندگی شگفت‌انگیز است | روزبه        |       |      |
| ۱۴۰۰ | بعد از آزادی        | محسن         |       |      |
| ۱۴۰۱ | از سرنوشت ۴         | فرزام        |       |      |
| ۱۴۰۱ | شهباز               |              |       |      |
| ۱۴۰۲ | نیکان               | مهران ارژنگی |       |      |

### شبکه نمایش خانگی
| سال  | عنوان          | نقش    | توضیح |
| ---- | -------------- | ------ | ----- |
| ۱۳۸۸ | کارد و پنیر    |        |       |
| ۱۳۸۸ | سرباز فراری    | کامران |       |
| ۱۳۸۸ | ته تغاری       |        |       |
| ۱۳۸۸ | کادوی در به در |        |       |
| ۱۳۸۹ | آقای زرنگ      | فرشاد  |       |
| ۱۳۹۰ | روبیت          | مانی   |       |
| ۱۳۹۲ | ورود به جزیره  | آرش    |       |
| ۱۳۹۷ | مهریه          |        |       |